# Matt Leyden Trophy
Matt Leyden Trophy je trofej, která je každoročně udělována nejlepšímu trenérovi Ontario Hockey League podle hlasování trenérů a manažerů klubů OHL. Nikdo nesmí hlasovat pro trenéra z vlastního týmu. Trofej je pojmenována po Mattu Leydenovi.

## Vítězové Matt Leyden Trophy
- 2017–18 - Drew Bannister, Sault Ste. Marie Greyhounds
- 2016–17 - Ryan McGill, Owen Sound Attack
- 2015–16 - Kris Knoblauch, Erie Otters
- 2014–15 - Sheldon Keefe, Sault Ste. Marie Greyhounds
- 2013–14 - D.J. Smith, Oshawa Generals
- 2012–13 - Mike Vellucci, Plymouth Whalers
- 2011–12 - Greg Gilbert, Saginaw Spirit
- 2010–11 - Mark Reeds, Owen Sound Attack
- 2009–10 - Dale Hunter, London Knights
- 2008–09 - Bob Boughner, Windsor Spitfires
- 2007–08 - Bob Boughner, Windsor Spitfires
- 2006–07 - Mike Vellucci, Plymouth Whalers
- 2005–06 - Dave Barr, Guelph Storm
- 2004–05 - Dale Hunter, London Knights
- 2003–04 - Dale Hunter, London Knights
- 2002–03 - Brian Kilrea, Ottawa 67's
- 2001–02 - Craig Hartsburg, Sault Ste. Marie Greyhounds
- 2000–01 - Dave MacQueen, Erie Otters
- 1999–00 - Peter DeBoer, Plymouth Whalers
- 1998–99 - Peter DeBoer, Plymouth Whalers
- 1997–98 - Gary Agnew, London Knights
- 1996–97 - Brian Kilrea, Ottawa 67's
- 1995–96 - Brian Kilrea, Ottawa 67's
- 1994–95 - Craig Hartsburg, Guelph Storm
- 1993–94 - Bert Templeton, North Bay Centennials
- 1992–93 - Gary Agnew, London Knights
- 1991–92 - George Burnett, Niagara Falls Thunder
- 1990–91 - George Burnett, Niagara Falls Thunder
- 1989–90 - Larry Mavety, Kingston Frontenacs
- 1988–89 - Joe McDonnell, Kitchener Rangers
- 1987–88 - Dick Todd, Peterborough Petes
- 1986–87 - Paul Theriault, Oshawa Generals
- 1985–86 - Jacques Martin, Guelph Platers
- 1984–85 - Terry Crisp, Sault Ste. Marie Greyhounds
- 1983–84 - Tom Barrett, Kitchener Rangers
- 1982–83 - Terry Crisp, Sault Ste. Marie Greyhounds
- 1981–82 - Brian Kilrea, Ottawa 67's
- 1980–81 - Brian Kilrea, Ottawa 67's
- 1979–80 - Dave Chambers, Toronto Marlboros
- 1978–79 - Gary Green, Peterborough Petes
- 1977–78 - Bill Whitehite, Oshawa Generals
- 1976–77 - Bill Long, London Knights
- 1975–76 - Jerry Toppazzini, Sudbury Wolves
- 1974–75 - Bert Templeton, Hamilton Fincups
- 1973–74 - Jack Bownass, Kingston Canadians
- 1972–73 - George Armstrong, Toronto Marlboros
- 1971–72 - Gus Bodnar, Oshawa Generals